# Alouette d'Athi
Alaudala athensis
Espèce
Statut de conservation UICN

LC : Préoccupation mineure
L’Alouette d'Athi (Alaudala athensis, anciennement Calandrella somalica athensis) est une espèce de passereaux de la famille des Alaudidae.

## Répartition et habitat
Cette espèce niche au Kenya et au nord-est de la Tanzanie.

## Synonymes
- Calandrella somalica athensis
- Calandrella athensis
- Calandrella rufuscens athensis